# Маршалл, Джим (бизнесмен)
Джеймс Чарлз Ма́ршалл (James Charles «Jim» Marshall; 29 июля 1923 года, Лондон, Великобритания — 5 апреля 2012 года, Милтон-Кинс) — английский конструктор звукоусилительной аппаратуры, бизнесмен, основатель компании Marshall Amplification.

## Биография
Джеймс Чарлз Маршалл родился 29 июля 1923 года в западной части Лондона, в районе Актон. С раннего детства Джим Маршалл страдал туберкулёзом костей и много времени проводил в больнице.
Во время Второй мировой войны, в связи со своим заболеванием, Маршалл был освобождён от службы в армии и не попал на фронт. Днём он работал электриком, а по вечерам подрабатывал исполнением песен, а затем и игрой на барабанах. Первый усилитель Джим сам сделал для себя, чтобы его голос было слышно поверх звука ударных инструментов. Маршалл рассказывал:

«Я зарабатывал 10 шиллингов за ночь, а поскольку время было военное, у нас не было бензина, и мне приходилось ездить на велосипеде с прицепом, в котором я перевозил ударную установку и собранные мной усилители! Позже я покинул оркестр и вошёл в группу из семи музыкантов, а в 1942 барабанщика группы призвали на фронт, и я сел за барабаны».
Оригинальный текст (англ.)I was making 10 shillings (£0.50/$0.75) a night and because it was wartime, we didn't have any petrol for cars, so I would ride my bicycle with a trailer behind it to carry my drum kit and the PA cabinets which I had made! I then left the orchestra to be with a 7 piece band and in 1942 the drummer leader was called into the forces and I took over on drums.

С 1946 по 1948 год, чтобы совершенствовать свою игру на барабанах, Джим брал еженедельные уроки у Макса Абрамса. В 1950-е годы Маршалл приобрёл известность на английской музыкальной сцене и начал обучать других барабанщиков, среди которых были Митч Митчелл (The Jimi Hendrix Experience), Микки Уоллер (Little Richard) и Мик Андервуд (Ritchie Blackmore). Маршалл вспоминал:

«Я учил примерно по 65 человек в неделю, и с учётом того, что я зарабатывал игрой, в начале 1950-х я получал где-то в районе 5000 фунтов в год, что и позволило мне скопить деньги и открыть бизнес».
Оригинальный текст (англ.)I used to teach about 65 pupils a week and what with playing as well, I was earning in the early 1950s somewhere in the region of £5,000 a year (eqv. 2012 to £108,000/$170,000), which was how I first saved money to go into business.

В 1960 году Маршалл открыл свой магазин по продаже музыкальных инструментов, среди посетителей которого были Ричи Блэкмор и Пит Таунсенд.
В 1962 году им было принято решение собирать усилители своими руками, и первый прототип 50-ваттного усилителя был готов к сентябрю 1962 года. За основу первого усилителя была взята модель Fender Bassman 5F6A, в схему которого были внесены некоторые изменения. В том же 1962 году был создан и первый в истории индустрии музыкальных инструментов гитарный кабинет 4х12".
Джим Маршалл скончался 5 апреля 2012 года.